# Niquinohomo
Niquinohomo é um município do departamento de Masaya, Nicarágua, localizada na Meseta dos Povos. Tem 13.458 hab. e ocupa um área de 31,69 km² com uma densidade populacional de 425 hab./km².
Niquinohomo é o berço de Augusto C. Sandino, o "general de homens livres". Desde o 23 de agosto de 2002, é Património Histórico da Nação e está fraternizada com a cidade estadounidense de Providence (Rhode Island).
Seu nome é de origem chorotega e significa ‘vale de guerreiros’; está composto pelos vocablos nec: ‘guerreiro’ e nahome: ‘vale’.

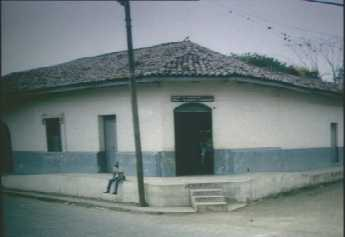
Casa natal de Augusto César Sandino (em 1988).

## Localização geográfica
Niquinohomo ocupa o setor sul da Masaya e está situado na meseta dos povos. Fica a 40 km de Managua e 5km da capital de Masaya. Sua posição geográfica é; 11° 54' de latitude norte e 86° 5' de longuitud oeste.
Por extensão é o sexto dos municípios que compõem o departamento e está estruturado em 10 comarcas e 3 bairros junto com o núcleo urbano.